# Happier (chanson de Marshmello et Bastille)
Pour les articles homonymes, voir Happier.
Singles par Marshmello
Check This Out
(2018) Bayen Habeit (In Love)
(2018)
Singles par Bastille
Quarter Past Midnight
(2018) Grip
(2018)
Clip vidéo
[vidéo] « Happier », sur YouTube
Happier est une chanson du musicien américain Marshmello et groupe britannique Bastille. Elle est sortie en single le 17 août 2018 sous le label Astralwerks. Elle est composée et produite par Marshmello avec des paroles de Dan Smith et Steve Mac.
Happier a atteint la 2e place dans à la fois le UK Singles Chart britannique et le Billboard Hot 100 américain et est le single le mieux classé de Marshmello au Royaume-Uni et aux États-Unis. C'est également le single le mieux classé du groupe Bastille dans les deux classements, dépassant Pompeii de 2013. Happier s'est également classé pendant 27 semaines dans le top 10 du Hot 100. La chanson détient actuellement le record du nombre de semaines passées à la première place du classement US Dance/Electronic Songs, avec 69 semaines en janvier 2020.
Happier a été classée à la 33e place du classement de fin de décennie des années 2010 du Billboard Hot 100, et elle est la chanson la mieux classée à n'a pas avoir atteint la première place du Billboard Hot 100.

## Contexte
Dan Smith, le chanteur de Bastille, avait initialement écrit Happier pour Justin Bieber mais le groupe a finalement décidé de garder la chanson pour eux. « Nous avons eu beaucoup de plaisir à écrire pour d'autres artistes dans et parmi nos albums et mixtapes », a déclaré Smith au New Musical Express . « L'année dernière, nous avons écrit une chanson intitulée Happier et tout le monde était vraiment excité à ce sujet, donc nous avons pensé que ce serait bien comme chanson en collaboration. Nous avons passé un moment très intéressant à travailler avec Marshmello qui a réussi à trouver de l'euphorie dans une chanson assez mélancolique, directe. Il est toujours bon d'entrer dans le monde de quelqu'un d'autre pendant une minute et nous sommes ravis d'en faire partie ». 

## Composition
Happier est une chanson pop rythmée avec des éléments pop rock. Les paroles de la chanson racontent « l'histoire sordide d'un amour qui est terminé avant qu'une partie ne veuille l'accepter ». Kat Bein, du Billboard, a estimé que cela « sonne un peu plus comme ses succès radio [à Marshmello] ».
En mai 2019, le producteur de trance russe Arty a déposé une plainte contre Marshmello pour violation de droit d'auteur, citant que Happier avait volé des éléments de la chanson du remix d'Arty de la chanson I Lived de OneRepublic,. Selon la plainte, il est possible que Marshmello se soit familiarisé avec le remix d'Arty, sorti en 2014, et ait utilisé des éléments de chanson copiés dans sa chanson à venir Happier, qui n'a été sortie qu'en 2015,. Aux côtés de Marshmello, les autres accusés dans l'affaire comprennent Daniel Campbell Smith, Steve Mac et diverses sociétés d'édition musicale. Arty est représenté par l'avocat Richard Busch, qui avait précédemment représenté la famille de Marvin Gaye dans la plainte concernant Blurred Lines,.

## Performance en public
La chanson a été interprétée en public le 4 novembre 2018 lors des MTV Europe Music Awards 2018, avec le titre Friends de Marshmello et Anne-Marie.

## Liste des pistes
| 1. | Happier                          | 3:34 |
| 2. | Happier (Breathe Carolina Remix) | 2:38 |

| A1. | Happier            | 3:34 |
| B1. | Happier (Stripped) | 4:10 |

## Crédits
Crédits adaptés de Tidal.
- Marshmello – production, composition
- Bastille – voix, paroles
- Robin Florent – assistance en mixage
- Scott Desmarais – assistance en mixage
- Michelle Mancini – ingénieur de mastérisation
- Chris Galland – ingénieur de mixage
- Manny Marroquin (en) – mixage
- Steve Mac (en) – production vocale

## Classements et certifications

### Classements
| Classement (2018–2020)                  | Peak position |
| --------------------------------------- | ------------- |
| Allemagne (GfK Entertainment)           | 9             |
| Allemagne (GfK Dance)                   | 3             |
| Argentine (Argentina Hot 100)           | 58            |
| Australie (ARIA)                        | 3             |
| Autriche (Ö3 Austria Top 40)            | 5             |
| Belgique (Flandre Ultratop 50 Singles)  | 7             |
| Belgique (Wallonie Ultratop 50 Singles) | 5             |
| Bolivie (Monitor Latino)                | 7             |
| Brésil (Top 100 Brasil)                 | 57            |
| Canada (Hot 100)                        | 2             |
| Canada (Adult Contemporary)             | 4             |
| Canada (CHR/Top 40)                     | 1             |
| Canada (Hot AC)                         | 1             |
| Canada (Rock)                           | 36            |
| Colombie (National-Report)              | 50            |
| Croatie (HRT)                           | 6             |
| Danemark (Tracklisten)                  | 9             |
| Écosse (OCC)                            | 5             |
| Espagne (PROMUSICAE)                    | 34            |
| États-Unis (Hot 100)                    | 2             |
| États-Unis (Adult Contemporary)         | 8             |
| États-Unis (Adult Pop Songs)            | 2             |
| États-Unis (Dance Club Songs)           | 1             |
| États-Unis (Hot Dance/Electronic Songs) | 1             |
| États-Unis (Pop Airplay)                | 1             |
| États-Unis (Rhythmic Songs)             | 39            |
| États-Unis (Rock Airplay)               | 2             |
| États-Unis (Rolling Stone Top 100)      | 55            |
| Finlande (Suomen virallinen lista)      | 19            |
| France (SNEP)                           | 24            |
| Hongrie (Rádiós Top 40)                 | 5             |
| Hongrie (Single Top 40)                 | 24            |
| Hongrie (Stream Top 40)                 | 5             |
| Irlande (Irish Singles Chart)           | 2             |
| Italie (FIMI)                           | 11            |
| Japon (Hot 100)                         | 44            |
| Lettonie (Latvijas Top 40)              | 1             |
| Liban (Lebanese Top 20)                 | 1             |
| Malaisie (RIM)                          | 3             |
| Mexique (Billboard Airplay)             | 1             |
| Nouvelle-Zélande (RMNZ)                 | 3             |
| Norvège (VG-lista)                      | 7             |
| Pays-Bas (Nederlandse Top 40)           | 5             |
| Pays-Bas (Single Top 100)               | 5             |
| Pologne (ZPAV)                          | 57            |
| Portugal (AFP)                          | 5             |
| Porto Rico (Monitor Latino)             | 12            |
| Roumanie (Airplay 100)                  | 18            |
| Royaume-Uni (UK Singles Chart)          | 2             |
| Singapour (RIAS)                        | 1             |
| Slovaquie (IFPI Rádio)                  | 18            |
| Slovaquie (IFPI Singles Digitál)        | 7             |
| Slovénie (SloTop50)                     | 5             |
| Suède (Sverigetopplistan)               | 4             |
| Suisse (Schweizer Hitparade)            | 10            |
| Tchéquie (IFPI Rádio)                   | 22            |
| Tchéquie (IFPI Singles Digitál)         | 5             |
| Venezuela (National-Report)             | 23            |

| Classement (2018)                       | Position |
| --------------------------------------- | -------- |
| Allemagne (GfK Entertainment)           | 78       |
| Australie (ARIA)                        | 33       |
| Autriche (Ö3 Austria Top 40)            | 29       |
| Belgique (Flandre Ultratop)             | 56       |
| Belgique (Wallonie Ultratop)            | 70       |
| Canada (Canadian Hot 100)               | 68       |
| Danemark (Tracklisten)                  | 68       |
| Estonie (Eesti Tipp-40)                 | 64       |
| États-Unis (Hot 100)                    | 80       |
| États-Unis (Hot Dance/Electronic Songs) | 7        |
| États-Unis (Mainstream Top 40)          | 45       |
| Pays-Bas (Nederlandse Top 40)           | 21       |
| Pays-Bas (Single Top 100)               | 43       |
| Royaume-Uni (UK Singles Chart)          | 62       |
| Suède (Sverigetopplistan)               | 53       |
| Suisse (Schweizer Hitparade)            | 64       |

| Classement (2019)                       | Position |
| --------------------------------------- | -------- |
| Allemagne (GfK Entertainment)           | 80       |
| Australie (ARIA)                        | 21       |
| Belgique (Flandre Ultratop)             | 43       |
| Belgique (Wallonie Ultratop)            | 82       |
| Canada (Canadian Hot 100)               | 5        |
| Danemark (Tracklisten)                  | 64       |
| États-Unis (Hot 100)                    | 6        |
| États-Unis (Adult Contemporary)         | 21       |
| États-Unis (Adult Top 40)               | 8        |
| États-Unis (Hot Dance/Electronic Songs) | 1        |
| États-Unis (Mainstream Top 40)          | 16       |
| États-Unis (Rolling Stone Top 100)      | 28       |
| Hongrie (Rádiós Top 40)                 | 58       |
| Hongrie (Single Top 40)                 | 90       |
| Italie (FIMI)                           | 52       |
| Lettonie (LAIPA)                        | 39       |
| Pays-Bas (Single Top 100)               | 91       |
| Nouvelle-Zélande (RMNZ)                 | 25       |
| Roumanie (Airplay 100)                  | 82       |
| Slovénie (SloTop50)                     | 41       |
| Suède (Sverigetopplistan)               | 58       |
| Suisse (Schweizer Hitparade)            | 48       |
| Royaume-Uni (UK Singles Chart)          | 37       |

| Classement (2010–2019)                  | Position |
| --------------------------------------- | -------- |
| États-Unis (Hot 100)                    | 33       |
| États-Unis (Hot Dance/Electronic Songs) | 1        |

### Certifications
| Région | Certification | Ventes/Streams |
| --- | ------------- | -------------- |
| Allemagne (BM) | Or            | 200 000^       |
| Australie (ARIA) | 6 × Platine   | 420 000^       |
| Autriche (IFPI) | Or            | 15 000x        |
| Belgique (BEA) | Or            | 20 000*        |
| Canada (Music Canada) | 6 × Platine   | 480 000^       |
| Danemark (IFPI) | Platine       | 90 000^        |
| Espagne (PME) | Platine       | 40 000^        |
| États-Unis (RIAA) | 6 × Platine   | 6 000 000^     |
| France (SNEP) | Platine       | 200 000*       |
| Italie (FIMI) | Platine       | 50 000‡        |
| Mexique (AMPFV) | Platine       | 60 000^        |
| Nouvelle-Zélande (RMNZ) | 2 × Platine   | 60 000*        |
| Portugal (AFP) | 3 × Platine   | 60 000x        |
| Suède (GLF) | Or            | 4 000 000x     |
| Royaume-Uni (BPI) | 2 × Platine   | 1 200 000‡     |
| *Ventes selon la certification ^Mise en rayon selon la certification xNon précisé par la certification ‡ventes/streaming selon la certification |               |                |

## Récompenses
| Année | Organisation                      | Titre   | Catégorie                          | Résultat |
| ----- | --------------------------------- | ------- | ---------------------------------- | -------- |
| 2019  | International Dance Music Awards, | Happier | Meilleure chanson pop/électronique | Lauréat  |

## Historique de sortie
| Pays              | Date             | Format                                        | Version             | Label                              | Réf.    |
| ----------------- | ---------------- | --------------------------------------------- | ------------------- | ---------------------------------- | ------- |
| Divers            | 17 août 2018     | Téléchargement                                | Original            | - Astralwerks - Joytime Collective | [ 130 ] |
| États-Unis        | 21 août 2018     | Diffusion à la radio (contemporary hit radio) | Original            | - Astralwerks - Capitol            | [ 131 ] |
| Divers            | 19 octobre 2018  | Téléchargement                                | Remixes EP          | - Astralwerks - Joytime Collective | [ 132 ] |
| Divers            | 9 novembre 2018  | Téléchargement                                | Acoustic            | - Astralwerks - Joytime Collective | [ 133 ] |
| Allemagne         | 23 novembre 2018 | CD single                                     | Original            | Universal Music Group              | ,       |
| Divers            | 30 november 2018 | Téléchargement                                | Remixes (Part 2) EP | - Astralwerks - Joytime Collective | [ 135 ] |
| États-Unis Canada | 24 mai 2019      | 45 tours                                      | Original            | Astralwerks                        | [ 12 ]  |